# Preșoc
Un preșoc este un cutremur ce are loc înaintea unui cutremur de magnitudine mai mare, legat de acesta din punct de vedere spațio-temporal. Desemnarea unui cutremur drept preșoc, cutremur principal sau replică se poate face numai după desfășurarea completă a evenimentelor.

## Apariție
Preșocurile se întâlnesc la cca. 40% din totalul cutremurelor mari și moderate, și la aproximativ 70% din evenimentele cu M>7.0. Ele apar de la o chestiune de minute până la mai multe zile sau chiar mai mult timp înainte de șocul principal; de exemplu, cutremurul de la Sumatra din 2002 este considerat un preșoc din cutremurul din 2004 din Oceanul Indian, cu o întârziere mai mare de doi ani între cele două evenimente.
Unele cutremure mari (M> 8,0) nu arată nici o activitate preșoc, cum ar fi cutremurul M 8.6 1950 India - China.
Creșterea activității preșoc este dificil de cuantificat pentru cutremure individuale, dar devine evidentă atunci când se combină rezultatele a numeroase evenimente diferite. Din astfel de observații combinate, intensificarea inaintea mainshock-ului este considerata a fi de tip de putere inveră. Acest lucru poate indica fie faptul că preșocurile provoacă schimbări de stres care duc la apariția cutremurului sau că creșterea este legată de o creștere generală a stresului în regiune.

## Exemple de cutremure ce au prezentat preșocuri
| Dată (Preșoc)                | Magnitdine (Preșoc) | Steag și țară | Regiune   | Dată              | Adâncime | Magnitudine | Intensitate            | Nume                                   | Morți   |
| ---------------------------- | ------------------- | ------------- | --------- | ----------------- | -------- | ----------- | ---------------------- | -------------------------------------- | ------- |
| 22 octombrie 1940 (o lună)   | 6.5 MW              | România       | Vrancea   | 10 noiembrie 1940 | 133 km   | 7.4 MW      | IX Mercalli            | Cutremurul din 1940 (România)          | 1,000   |
| 21 mai 1960 (o zi)           | 7.9 MW              | Chile         | Araucanía | 22 mai 1960       | 35 km    | 9.5 MW      | XII Mercalli           | Cutremurul din Chile (1960)            | 1,655   |
| 1 octombrie 1976 (5 luni)    | 6 MW                | România       | Vrancea   | 4 martie 1977     | 110 km   | 7.2 MW      | IX Mercalli            | Cutremurul din 1977 (România)          | 1,578   |
| 2 noiembrie 2002 (2 ani)     | 7.3 MW              | Indonezia     | Sumatra   | 26 decembrie 2004 | 30 km    | 9.1 MW      | X Mercalli             | Cutremurul din Oceanul Indian din 2004 | 230,000 |
| 20 octombrie 2006 (299 zile) | 6.4 MW              | Peru          | Ica       | 15 august 2007    | 35 km    | 8.0 MW      | VIII Mercalli          | Cutremurul din Peru (2007)             | 596     |
| 23 ianuarie 2007 (3 luni)    | 5.2 ML              | Chile         | Aysén     | 21 aprilie 2007   | 6 km     | 6.2 MW      | VII Mercalli           |                                        | 10      |
| 9 martie 2011 (2 zile)       | 7.3 MW              | Japonia       | Miyagi    | 11 martie 2011    | 30 km    | 9.0 MW      | IX Mercalli (7 Shindo) | Cutremurul din Tōhoku (2011)           | 15,891  |
| 14 martie 2014 (2 zile)      | 3.5 ML              | Chile         | Tarapacá  | 16 martie 2014    | 20.6 km  | 6.7 MW      | VI Mercalli            |                                        | 0       |
| 16 martie 2014 (15 zile)     | 6.7 MW              | Chile         | Tarapacá  | 1 aprilie 2014    | 20.1 km  | 8.2 MW      | VIII Mercalli          | Cutremurul din Chile (2014)            | 7       |
| 14 aprilie 2016 (2 zile)     | 6.2 MW              | Japonia       | Kumamoto  | 16 aprilie 2016   | 11 km    | 7.0 MW      | IX Mercalli            | Cutremurele din Kumamoto (2016)        | 41      |

- Notă: datele sunt în timpul local